# Causse Noir
Il Causse Noir o montagna Nera che si estende per 200 km2, è il più piccolo dei Grands Causses. È accanto al massiccio cristallino delle Cévennes a est e sovrasta la città di Millau a ovest. Fa parte del territorio Causses et Cévennes, iscritto nel patrimonio mondiale dell'Unesco.

## Origine del nome
Una volta, il causse Noir (Causse negre in occitano) era ricoperto da una fitta foresta di pini silvestri. Il causse sfoggiava anche una copertura verde cupo. I viaggiatori che scoprivano le causse delle alture delle Cevenne, di fronte a questa distesa uniformemente cupa, potevano avere l'illusione che la notte era già discesa sull'altopiano calcareo. Si racconta anche che la densità dei pini era tale che uno scoiattolo poteva attraversare il causse senza nemmeno toccare terra.
Dal Medioevo, l'attività umana ha considerevolmente ridotto la superficie delle foreste (alimentazione dei forni per terracotta e dei forni per la calce, carbone vegetale, puntellamento delle miniere, ecc.).

## Situazione geografica

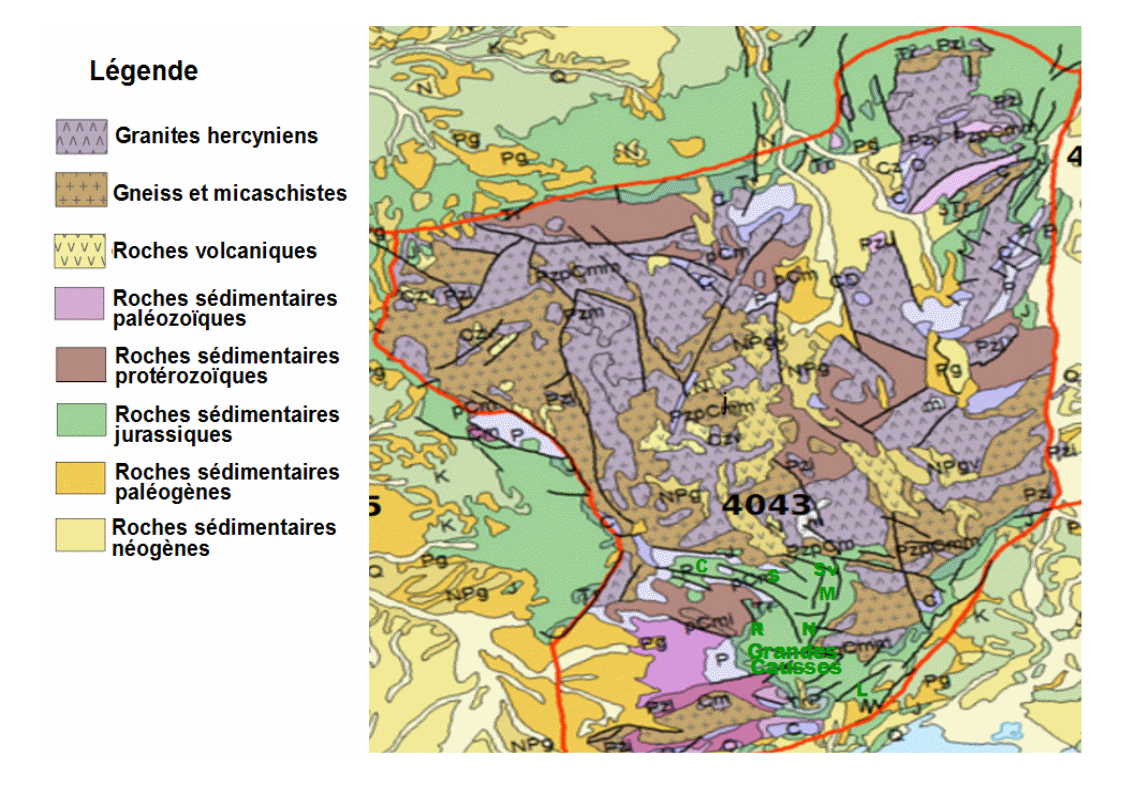
Carta geologica delle Grands Causses:
C = Comtal ; S = Séverac ;
Sv = Sauveterre ; M = Méjean ;
N = Noir ; R = Rouge ; L = Larzac.

- Il Causse Noir si estende ai confini di tre dipartimenti, l'Aveyron a ovest, il Gard a est e la Lozère. I suoi confini geografici sono:
  - a nord, le Gole della Jonte, che lo separano dal causse Méjan;
  - a nordovest, il Tarn che lo separa dal causse de Sévérac;
  - a sudovest, a valle del villaggio di Aguessac, il Tarn, che lo separa dal causse Rouge;
  - a sudovest, le gole della Dourbie, che lo separano dal causse du Larzac;
  - a sud e fino a Trèves, le gole del Trèvezel, che lo separano dal piccolo causse Bégon;
  - a est, i contrafforti delle Cévennes.

Nella parte sud del causse Noir, il torrente di Garène, affluente alla riva destra della Dourbie, inizia l'altopiano del Causse e separa in gran parte l'essenziale del Causse Noir del comune di Revens a sud. Il torrente di Garène è uno dei rari corsi d'acqua attivi che incide uno dei sette Grands Causses.

## Comuni
- Lanuéjols
- La Cresse: fattorie del Sonnac e della Tour
- La Roque-Sainte-Marguerite Montpellier-le-Vieux
- Meyrueis: grotte di Dargilan e Sérigas a nordest
- Millau: estremità ovest del Causse

- Peyreleau: Cornice del causse Noir e punto sublime al nord
- Revens
- Saint-André-de-Vézines
- Trèves: fattoria di Layolle
- Veyreau

## Economia
- Paese di allevamento ovino, il latte di pecora di razza Lacaune, serve a produrre il formaggio roquefort.
- Alle rive del Tarn, la coltura a terrazze e il microclima permettono di coltivare alberi da frutto (ciliegi, ad esempio).
- Turismo.

## Fauna e flora

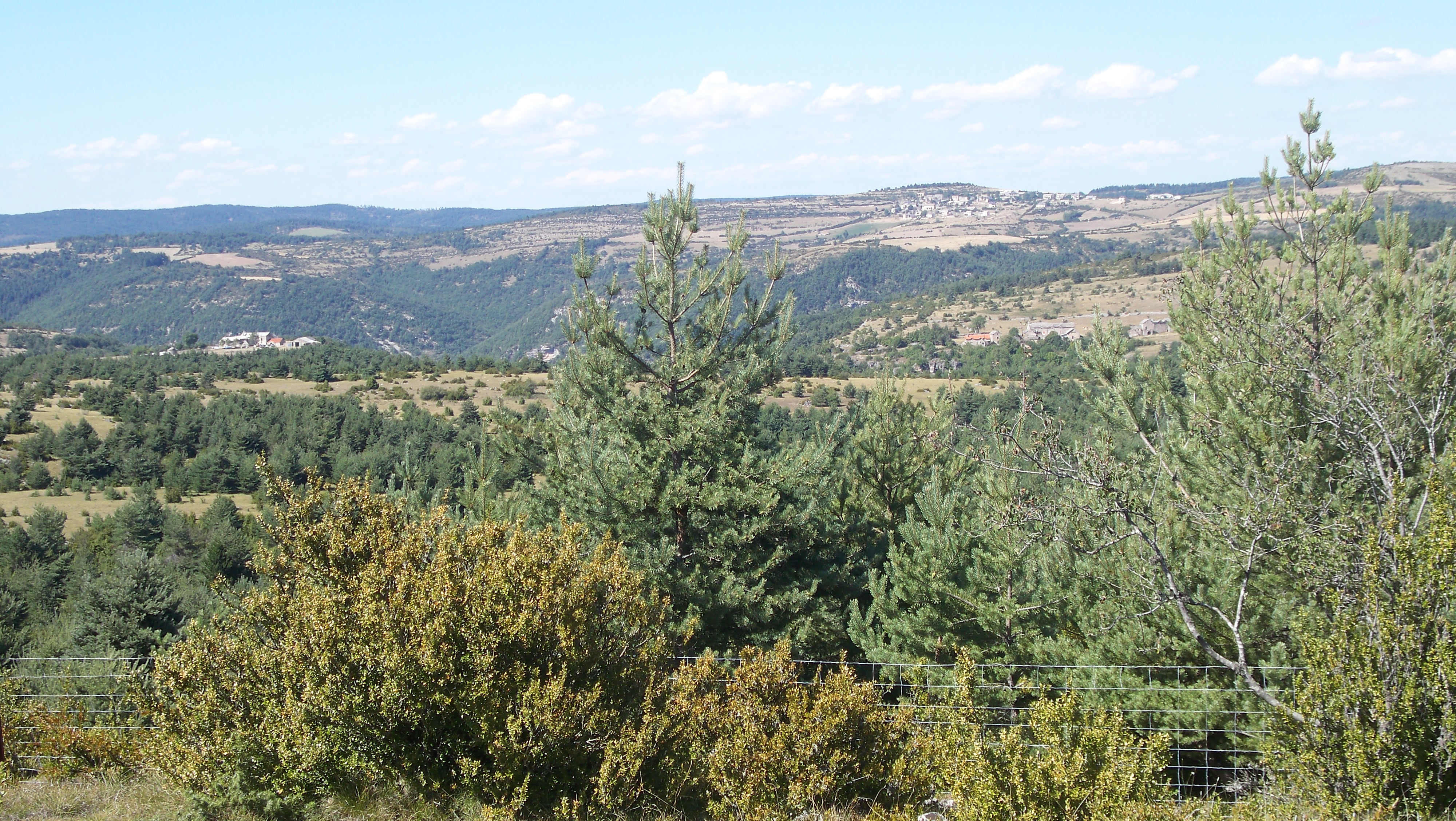
Paesaggio del Causse.

Il paesaggio di prateria secca adatto all'allevamento è favorevole a una fauna e una flora d'eccezione. Una parte del Causse Noir è compresa nella rete di 2000. Le specie rare che vi si possono trovare sono: 
- Fauna
  - Barbastella Barbastella barbastellus
  - Grifone eurasiatico Gyps fulvus: Reintrodotto alla fine del XX secolo, ha colonizzato le falesie calcaires qui délimitent le Causse.
  - Vespertilio maggiore Myotis myotis
  - Ferro di cavallo maggiore Rhinolophus ferrum-equinum
  - Ferro di cavallo minore Rhinolophus hipposideros
- Flora
  - Buxus Buxus sempervirens
  - Ginepro Juniperus communis
  - Orchidee, di cui alcune endemiche
  - Graminacee, Thero-Brachypodietea